# Lærke Grønfeldt
Lærke Mygind Grønfeldt est une joueuse danoise de volley-ball née le 29 octobre 1988. Elle mesure 1,87 m et joue au poste de centrale. Elle totalise 3 sélections en équipe du Danemark.

## Clubs
| Club                 | De        | À         |
| -------------------- | --------- | --------- |
| Rosenlund            | 2004-2005 | 2006-2007 |
| Frederiksberg Volley | 2007-2008 | 2010-2011 |
| Dynamo Apeldoorn     | 2011-2012 | 2011-2012 |
| Holte IF             | 2012-2013 | …         |

## Palmarès
- Championnat du Danemark (1)
  - Vainqueur : 2013.
  - Finaliste : 2014.
- Coupe du Danemark (1)
  - Vainqueur : 2013
  - Finaliste : 2014.